# حصن الحداد (بعدان)

تعديل مصدري - تعديل

حصن الحداد هي إحدى قرى عزلة الحيث بمديرية بعدان التابعة لمحافظة إب، بلغ تعداد سكانها 244 نسمة حسب تعداد اليمن لعام 2004.